# Король сэндвичей с джемом
The King of Jam Sandwiches (дословно — «Король сэндвичей с джемом») — детская книга, написанная канадским писателем Эриком Уолтерсом и опубликованная в 2020 году издательством Orca Book Publishers. Книга написана от первого лица и рассказывает о собственном детстве Уолтерса.

## Прообраз
Книга основана на собственном детстве автора, росшего в бедности с психически больным родителем. Данное произведение является для Эрика Уолтерса «самой важной книгой, которую он когда-либо писал» и «безусловно, самой личной». The King of Jam Sandwiches написана с использованием повествования от первого лица, что придает книге подлинный тон.

## Сюжет
Робби — 13-летний мальчик, хранящий в тайне, что живёт с психически нездоровым отцом. Иногда отец будил его посреди ночи, чтобы поговорить о смерти, иногда он уходил, не сказав Робби, куда идет. Однажды его не было больше недели. Робби боялся, что его оставят одного, но не мог никому об этом сказать, а ещё больше боялся, что его могут отдать в приёмную семью, если кто-нибудь об этом узнаёт.
Всё меняется, когда Робби просят показать школу Хармони — новой ученице и жёсткому, быстро говорящему приёмному ребёнку. В первый день она бьёт его по лицу. Поняв, что у них обоих много общего, они стали близкими друзьями. Однако Робби не уверен, может ли он настолько сильно доверять, чтобы поделиться своим секретом.

## Награды
В 2020 году произведение The King of Jam Sandwiches получило премию генерал-губернатора за англоязычную детскую литературу.

## Критика
Роман был в целом положительно оценён критиками. Дебора Дандас из Toronto Star пишет: «Он [Эрик Уолтерс] предлагает интимную и обнадёживающую перспективу и взгляд на мир, который мы редко видим достаточно близко, чтобы [его] осознать». В еженедельнике Canadian Review of Materials Тереза Иайзз из Публичной библиотеки Торонто отметила, что книга, «написанная непредвзято и с сочувствием, позволяет детям лучше понять очень серьёзную тему». Аманда Тот из School Library Journal пишет: «Настоятельно рекомендуется для большинства детей среднего возраста».